# Anastasija Jakimava
Anastasija Aljaksejewna Jakimava (Wit-Russisch: Анастасія Аляксееўна Якімава) (Minsk, 1 november 1986) is een tennisspeelster uit Wit-Rusland. Zij werd professional in 2001.
Tot op dit momentfebruari 2016 wist Jakimava nog geen toernooi in het enkelspel te winnen op de WTA-tour. Wel won zij reeds twee titels in het dubbelspel. Zij won ook dertien toernooien op de ITF-tour in het enkelspel en tien in het dubbelspel.
Jaarlijks van 2004 tot en met 2007, en vervolgens nogmaals in 2012, nam zij deel aan het Fed Cup-team van Wit-Rusland.
Na afloop van het tennisseizoen 2012 stopte zij met spelen. Sinds augustus 2015 is zij echter weer in beperkte mate actief. Bij haar eerste ITF-toernooi na de hervatting, in haar woonplaats Las Palmas de Gran Canaria, won zij meteen de enkelspeltitel.

## Posities op deWTA-ranglijst
Positie per einde seizoen:
| jaar | rang enkelspel | rang dubbelspel |
| ---- | -------------- | --------------- |
| 2003 | 288            | –               |
| 2004 | 177            | 425             |
| 2005 | 101            | 94              |
| 2006 | 69             | 113             |
| 2007 | 121            | 101             |
| 2008 | 113            | 125             |
| 2009 | 98             | 302             |
| 2010 | 121            | 128             |
| 2011 | 62             | 187             |
| 2012 | 253            | 576             |
|      |                |                 |
| 2015 | 829            | –               |

## Palmares
| Legenda                | Legenda                  |
| ---------------------- | ------------------------ |
| Grandslamtoernooi      |                          |
| Olympische Spelen      |                          |
| Year-End Championships |                          |
| tot 2009               | 2009 – 2020 / vanaf 2021 |
| Tier I                 | Premier Mandatory        |
| Tier II                | Premier Five / WTA 1000  |
| Tier III               | Premier / WTA 500        |
| Tier IV & V            | International / WTA 250  |
|                        | Challenger / WTA 125     |

### WTA-finaleplaatsen enkelspel
geen

### WTA-finaleplaatsen vrouwendubbelspel
| nr.              | finale     | toernooi     | ondergrond | partner                 | tegenstandsters                      | score            |         |
| ---------------- | ---------- | ------------ | ---------- | ----------------------- | ------------------------------------ | ---------------- | ------- |
| gewonnen finales |            |              |            |                         |                                      |                  |         |
| 1.               | 2006-05-27 | WTA Istanbul | gravel     | Aljona Bondarenko       | Sania Mirza Alicia Molik             | 6-2, 6-4         | details |
| 2.               | 2007-10-07 | WTA Tasjkent | hardcourt  | Katsjarina Dzehalevitsj | Tatjana Poetsjek Anastasia Rodionova | 2-6, 6-4, [10-7] | details |
| verloren finales |            |              |            |                         |                                      |                  |         |
| 1.               | 2010-02-21 | WTA Bogota   | gravel     | Olha Savtsjoek          | Gisela Dulko Edina Gallovits         | 2-6, 6-7         | details |

### Gewonnen ITF-toernooien enkelspel
| nr. | finale     | toernooi        | dotatie  | tegenstandster in finale | score               |
| --- | ---------- | --------------- | -------- | ------------------------ | ------------------- |
| 1.  | 2003-02-09 | Vale do Lobo    | $10.000  | Caroline-Ann Basu        | 6-3, 6-1            |
| 2.  | 2004-03-28 | Sint-Petersburg | $50.000  | Emma Laine               | 3-6, 6-2, 6-1       |
| 3.  | 2004-11-28 | Poitiers        | $75.000  | Marie-Gaïané Mikaelian   | 7-5, 6-2            |
| 4.  | 2005-10-01 | Batoemi         | $50.000  | Ana Timotić              | 6-4, 6-1            |
| 5.  | 2008-07-06 | Mont-de-Marsan  | $25.000  | Anna Gerasimou           | 6-3, 1-6, 6-4       |
| 6.  | 2008-11-22 | Vacoas-Phoenix  | $25.000  | Patricia Mayr            | 3-6, 6-1, 1-0, opg. |
| 7.  | 2009-03-15 | Cali            | $50.000  | Rossana de los Ríos      | 6-3, 6-0            |
| 8.  | 2009-05-17 | Saint-Gaudens   | $50.000  | Yanina Wickmayer         | 7-5, 7-6            |
| 9.  | 2009-08-08 | Astana          | $50.000  | Nikola Hofmanova         | 6-0, 6-4            |
| 10. | 2010-04-03 | Monzón          | $75.000  | Zuzana Kučová            | 6-4, 4-6, 6-3       |
| 11. | 2011-03-19 | Nassau          | $100.000 | Angelique Kerber         | 6-3, 6-2            |
| 12. | 2011-09-17 | Ningbo          | $100.000 | Erika Sema               | 7-6, 6-3            |
| 13. | 2015-08-15 | Las Palmas      | $10.000  | Irene Burillo            | 6-1, 6-7, 6-2       |

### Gewonnen ITF-toernooien dubbelspel
| nr. | finale     | toernooi  | dotatie | partner              | tegenstandsters in finale                          | score            |
| --- | ---------- | --------- | ------- | -------------------- | -------------------------------------------------- | ---------------- |
| 1.  | 2004-10-31 | Minsk     | $25.000 | Darija Koestova      | Irina Bulykina Katarína Kachlíková                 | 6-4, 6-0         |
| 2.  | 2005-09-25 | Jounieh   | $75.000 | Marija Koryttseva    | Olena Antypina Hana Šromová                        | 7-5, 6-2         |
| 3.  | 2005-10-01 | Batoemi   | $50.000 | Nadzeja Astrowskaja  | Anna Bastrikova Nina Brattsjikova                  | 2-6, 6-2, 7-6    |
| 4.  | 2006-05-14 | Jounieh   | $75.000 | Tatjana Poetsjek     | María José Argeri Leticia Sobral                   | 6-4, 7-6         |
| 5.  | 2007-05-11 | Jounieh   | $75.000 | Tatjana Poetsjek     | Mădălina Gojnea Monica Niculescu                   | 7-5, 6-0         |
| 6.  | 2007-07-28 | Pétange   | $75.000 | Carla Suárez Navarro | Martina Müller Claudine Schaul                     | 6-7, 6-1, 7-6    |
| 7.  | 2008-04-04 | Patras    | $50.000 | Tzipora Obziler      | María José Martínez Sánchez Arantxa Parra Santonja | 7-5, 6-1         |
| 8.  | 2008-10-11 | Jounieh   | $50.000 | Chayenne Ewijk       | Carmen Klaschka Laura Siegemund                    | 7-5, 7-5         |
| 9.  | 2010-04-25 | Dothan    | $50.000 | Alina Zjidkova       | María Irigoyen Teodora Mirčić                      | 6-4, 6-2         |
| 10. | 2011-02-11 | Stockholm | $25.000 | Arantxa Rus          | Claire Feuerstein Ksenia Lykina                    | 6-2, 2-6, [10-8] |

## Resultaten grandslamtoernooien
| Legenda | Legenda                          |
| ------- | -------------------------------- |
| g.t.    | geen toernooi gehouden           |
| l.c.    | lagere categorie                 |
| –       | niet deelgenomen                 |
| G       | uitgeschakeld in de groepsfase   |
| 1R      | uitgeschakeld in de eerste ronde |
| 2R      | uitgeschakeld in de tweede ronde |
| 3R      | uitgeschakeld in de derde ronde  |
| 4R      | uitgeschakeld in de vierde ronde |
| KF      | uitgeschakeld in de kwartfinale  |
| HF      | uitgeschakeld in de halve finale |
| F       | de finale verloren               |
| W       | het toernooi gewonnen            |
| w-v     | winst/verlies-balans             |

### Enkelspel
| Toernooi        | 2005 | 2006 | 2007 | 2008 | 2009 | 2010 | 2011 | 2012 |
| --------------- | ---- | ---- | ---- | ---- | ---- | ---- | ---- | ---- |
| Australian Open | 1R   | 1R   | 3R   | –    | 1R   | 1R   | –    | 1R   |
| Roland Garros   | 1R   | 2R   | 1R   | 2R   | 1R   | –    | 1R   | 1R   |
| Wimbledon       | –    | 1R   | 1R   | –    | 1R   | 1R   | 2R   | 2R   |
| US Open         | –    | 1R   | –    | –    | 1R   | –    | 2R   | –    |

### Vrouwendubbelspel
| Toernooi        | 2005 | 2006 |    | 2011 | 2012 |
| --------------- | ---- | ---- | -- | ---- | ---- |
| Australian Open | –    | –    | –  | 1R   |      |
| Roland Garros   | –    | 1R   | –  | 1R   |      |
| Wimbledon       | 1R   | 1R   | –  | –    |      |
| US Open         | –    | 2R   | 1R | –    |      |